# Brumbies

     obszar franczyzy Brumbies

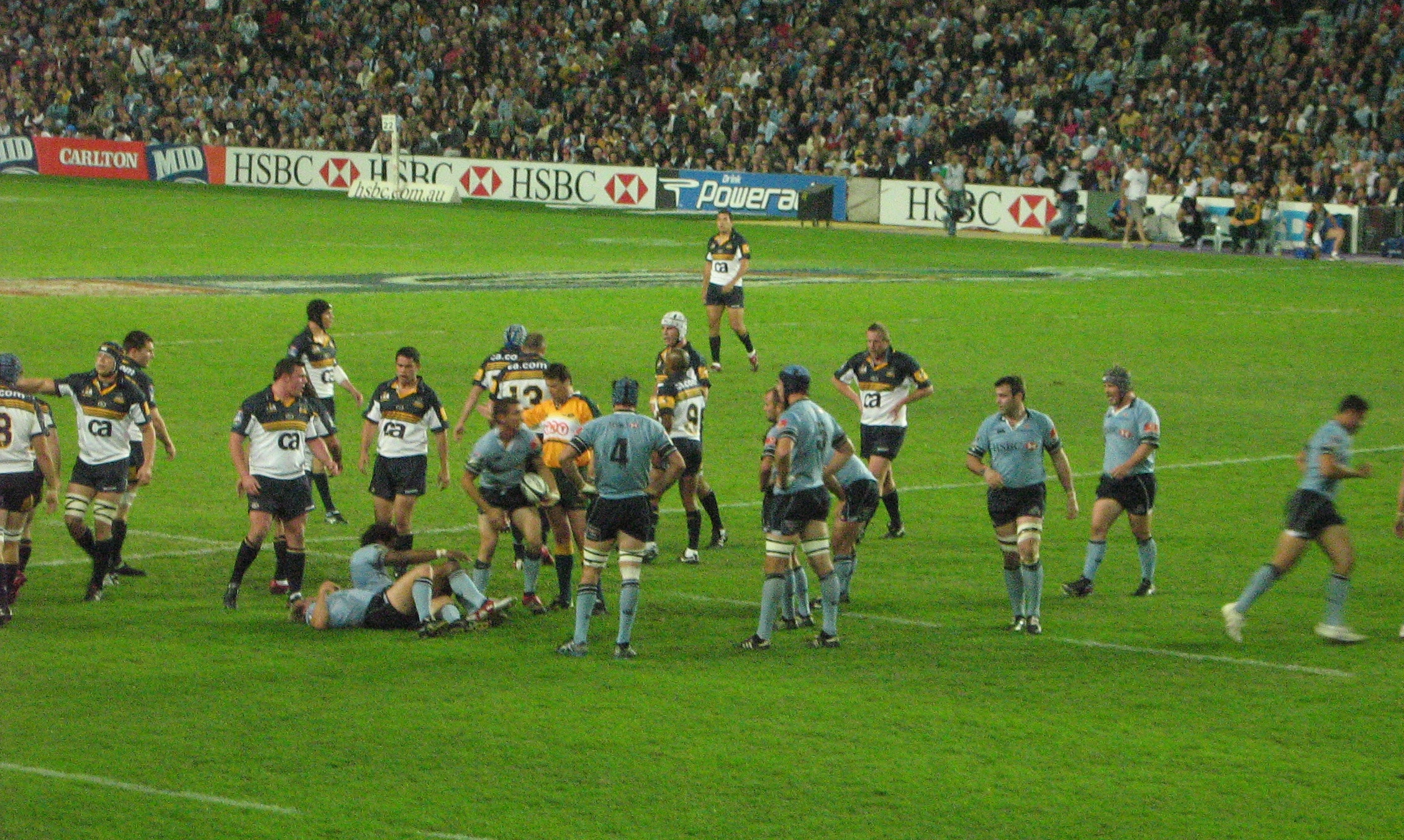
Mecz Waratahs (w błękitnych koszulkach) vs. Brumbies

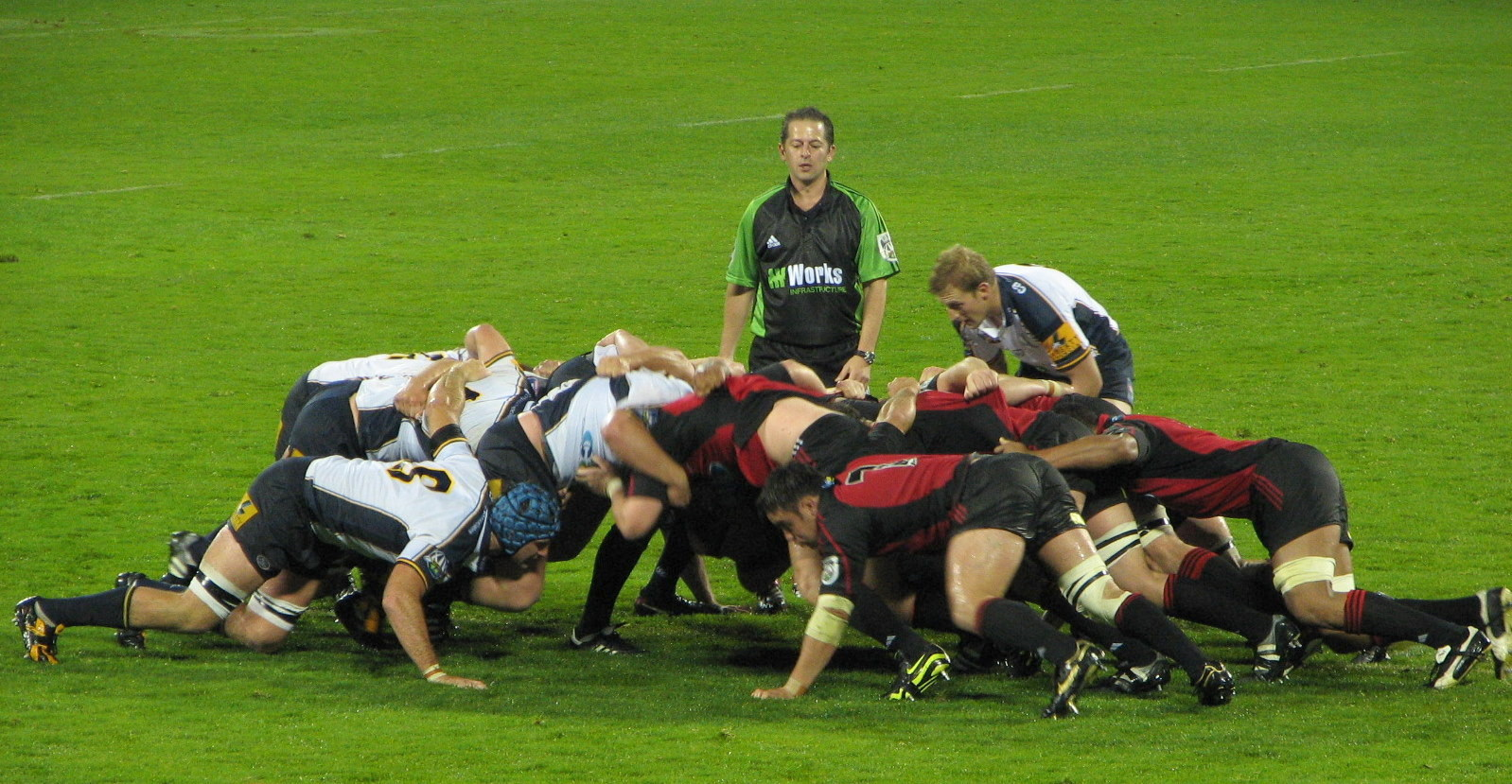
Młyn podczas spotkania Crusaders (w czerwonych koszulkach) vs. Brumbies

Brumbies – australijski profesjonalny zespół rugby union występujący w lidze Super Rugby. Siedzibą drużyny jest stołeczny Canberra Stadium. Do 2004 roku drużyna znana była pod nazwą ACT Brumbies, gdzie litery „ACT” są skrótem od nazwy Australijskie Terytorium Stołeczne, które było pierwotnym terytorium franczyzy klubu. Jednak od sezonu 2005 obszar ten powiększono o południową część stanu Nowa Południowa Walia, a jednocześnie z nazwy usunięto skrót ACT. Nazwa Brumbies oznacza zdziczałe konie – brumby – żyjące w australijskim interiorze.
Zespół ACT Brumbies utworzono w 1996 roku dla uzupełnienia stawki trzech klubów australijskich w rozgrywkach Super 12. Spodziewano się, że zawodnicy, których nie zechcą pozostałe kluby z Australii (Queensland Reds i NSW Waratahs), w barwach zespołu ze stolicy nie będą w stanie nawiązać walki z pozostałymi drużynami w lidze. Ku zaskoczeniu, od tej pory Brumbies pięciokrotnie docierali do finałów, a w dwóch z nich schodzili z boiska z pucharem mistrzów. Jest to bezsprzecznie najlepszy wynik drużyny z Australii w kilkunastoletniej historii Super Rugby. Obecnie ekipą zarządza ACT and Southern NSW Rugby Union (ACT, południowa Nowa Południowa Walia).
Zawodnicy Brumbies grają tradycyjnie w stalowo-granatowych strojach z białymi i złotymi wypustkami. Logo zespołu jest wspięty brumbie.

## Kadra

### Trenerzy
- Rod McQueen (1996–1997)
- Eddie Jones (1998–2001)
- David Nucifora (2002–2004)
- Laurie Fisher (2005–2008)
- Andy Friend (2009–2011)
- Tony Rea (2011)
- Jake White (2012–2013)
- Stephen Larkham / Laurie Fisher (2014)
- Stephen Larkham (2015–2017)
- Dan McKellar (2018–)

## Statystyki

### Rekordy drużyny
- Najwięcej punktów w karierze – Stirling Mortlock (994 punktów, 1998–)
- Najwięcej punktów w sezonie – Stirling Mortlock (194 punktów, 2000)
- Najwięcej przyłożeń w karierze – Joe Roff (57 przyłożeń, 1996-2004)
- Najwięcej przyłożeń w sezonie – Joe Roff (15 przyłożeń, 1997)
- Najwyższe zwycięstwo – 64-0 – Cats (2001), 79-15 – Bulls (1999)
- Najwyższa porażka – 44-10 – Waratahs (1995/1996 – Super 12)

### Wyniki
| Rok  | Miejsce | Rozegrane spotkania | Zwyc. | Rem. | Por. | Pkt.+ | Pkt.− | Pkt.+/− | Pkt. bonusowe | "Duże" punkty | Playoffy                            |
| ---- | ------- | ------------------- | ----- | ---- | ---- | ----- | ----- | ------- | ------------- | ------------- | ----------------------------------- |
| 1996 | 5.      | 11                  | 7     | 0    | 4    | 306   | 273   | +33     | 4             | 32            |                                     |
| 1997 | 2.      | 11                  | 8     | 0    | 3    | 406   | 291   | +115    | 9             | 41            | (porażka w finale z Blues)          |
| 1998 | 10.     | 11                  | 3     | 0    | 8    | 248   | 364   | -166    | 6             | 18            |                                     |
| 1999 | 5.      | 11                  | 5     | 0    | 6    | 278   | 195   | +83     | 8             | 28            |                                     |
| 2000 | 2.      | 11                  | 9     | 0    | 2    | 393   | 196   | +197    | 9             | 45            | (porażka w finale z Crusaders)      |
| 2001 | 1.      | 11                  | 8     | 0    | 3    | 348   | 204   | +144    | 8             | 40            | (zwycięstwo w finale nad Sharks)    |
| 2002 | 2.      | 11                  | 7     | 0    | 4    | 374   | 230   | +144    | 10            | 38            | (porażka w finale z Crusaders)      |
| 2003 | 4.      | 11                  | 6     | 0    | 5    | 358   | 313   | +45     | 7             | 31            | (porażka w półfinale z Bulls)       |
| 2004 | 1.      | 11                  | 8     | 0    | 3    | 408   | 269   | +139    | 8             | 40            | (zwycięstwo w finale nad Crusaders) |
| 2005 | 5.      | 11                  | 5     | 1    | 5    | 260   | 266   | -6      | 7             | 29            |                                     |
| 2006 | 6.      | 13                  | 8     | 1    | 4    | 326   | 269   | +57     | 4             | 38            |                                     |
| 2007 | 5.      | 13                  | 9     | 0    | 4    | 234   | 173   | +61     | 4             | 40            |                                     |
| 2008 | 9.      | 13                  | 6     | 0    | 7    | 277   | 317   | -40     | 6             | 30            |                                     |
| 2009 | 7.      | 13                  | 8     | 0    | 5    | 311   | 305   | +6      | 6             | 38            |                                     |